# Sint-Rochuskapel (De Plank)

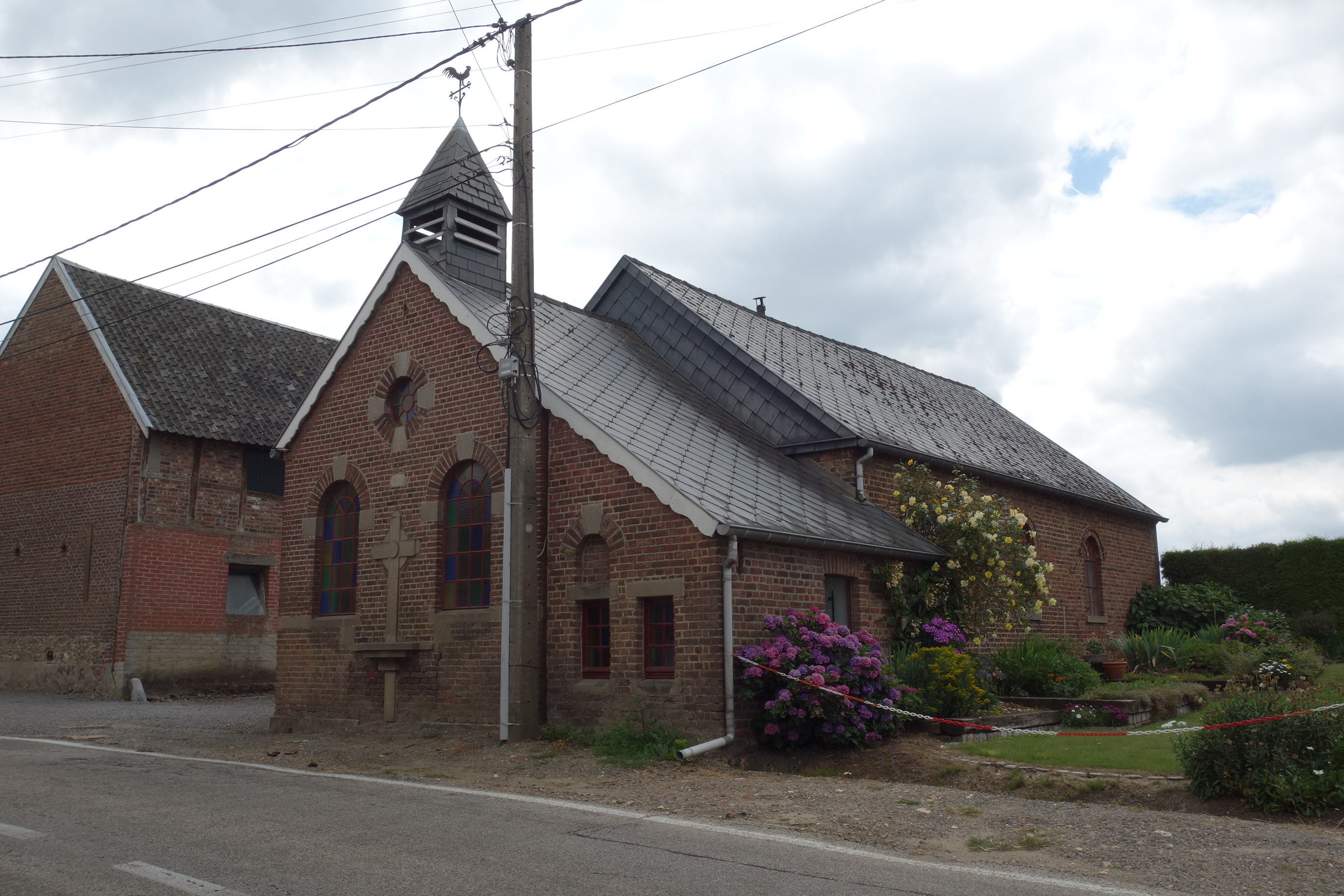
Sint-Rochuskapel vanuit het noorden

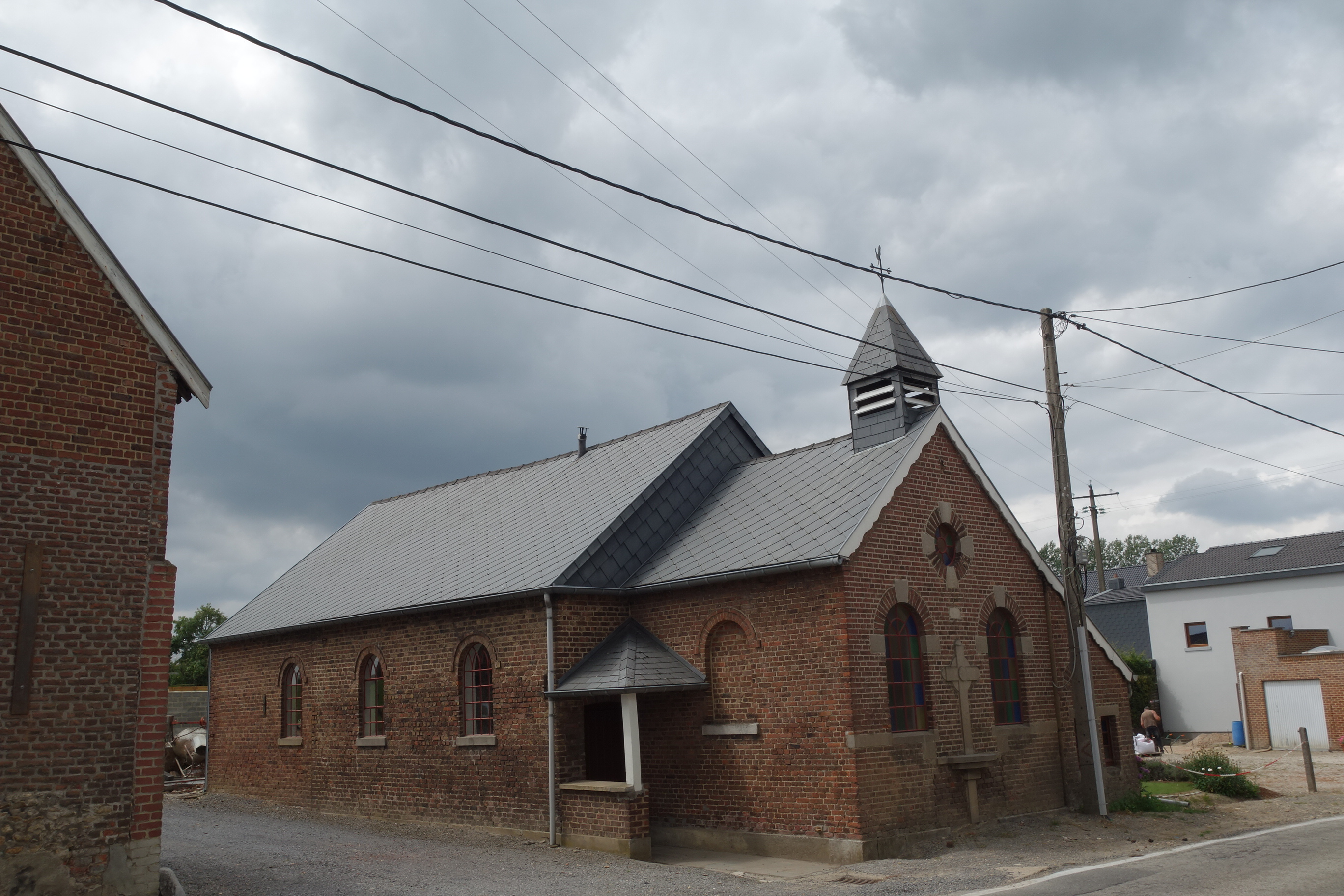
Sint-Rochuskapel vanuit het zuiden

De Sint-Rochuskapel is een kerkje in de buurtschap De Plank, gelegen aan De Plank 39, in de Belgisch Limburgse gemeente Voeren.
Het koor van het huidige kerkje werd in 1860 als kapel gebouwd. Het is een bakstenen gebouwtje onder zadeldak, met een dakruiter.
Omstreeks 1925 werd een, iets hoger, schip aangebouwd en ontstond een zaalkerkje.
De kapel is gewijd aan de heilige Rochus van Montpellier.